# Universo della Lega e della Confederazione
L'universo della Lega e della Confederazione è un universo immaginario creato dalla scrittrice di fantascienza e fantasy C.J. Cherryh. In esso sono ambientati numerosi romanzi e racconti, nell'ambito di una storia futura che ha inizio nel XXI secolo e si estende per diverse centinaia di anni.
Ad oggi, le opere dell'universo della Lega e della Confederazione comprendono circa trenta romanzi di fantascienza, oltre a sette antologie di racconti curate da Cherryh e ad alcune opere di altro genere. Tra essi vi sono due romanzi che hanno vinto il premio Hugo (La lega dei mondi ribelli e Cyteen), e alcune serie parzialmente indipendenti, come la trilogia del Sole Morente, i romanzi di Chanur, i quattro libri di Morgaine, e la serie Merovingen Nights, che comprende anche racconti di altri autori.

## Scenario
Quando l'umanità comincia ad espandersi nello spazio oltre il sistema solare, la costruzione di stazioni spaziali viene finanziata da un'azienda privata, l'Anonima Terra. Ciascuna nuova stazione è costruita a partire dalla precedente e si trova via via più lontano dalla Terra. Prima della scoperta del viaggio a velocità maggiore di quella della luce, nove stazioni vengono costruite con grandi sforzi intorno a nove diverse stelle, tutte prive di pianeti abitabili.
Gli abitanti delle stazioni e i mercanti delle navi che riforniscono le stazioni sviluppano identità culturali distinte, ma restano psicologicamente, e in una certa misura anche materialmente, dipendenti dalla Terra. Tuttavia gli ordini provenienti dalla Terra, che possono essere trasmessi solo a velocità inferiori a quella della luce, quando giungono alle stazioni sono irrimediabilmente superati e vengono abitualmente ignorati: l'Anonima Terra perde così progressivamente il controllo delle colonie nello spazio.
Quando un pianeta abitabile (il mondo di Pell) viene scoperto nel sistema Tau Ceti, questo fragile equilibrio economico e politico viene sconvolto. Non solo la biosfera del pianeta è relativamente accogliente per gli esseri umani (che per sopravvivervi hanno bisogno solo di bombole d'aria e maschere), ma essa ospita anche una specie intelligente, gli Hisa, miti e tecnologicamente primitivi. Su Pell è possibile l'agricoltura, e ciò indebolisce pericolosamente la dominanza economica della Terra. Dopo la costruzione della stazione di Pell in orbita intorno al pianeta, i coloni proseguono l'espansione nello spazio con rinnovato vigore e costruiscono altre stazioni, sempre più distanti dalla Terra.
All'inizio del XXIII secolo, la scienziata Estelle Bok, immigrata sulla stazione Cyteen, scopre come superare il limite dato dalla velocità della luce. Nel 2248 viene lanciata la prima sonda in grado di viaggiare a velocità maggiore di quella della luce. Presto la Terra tenta di approfittarne per ristabilire il controllo sulle colonie. Ma, per la scarsa comprensione sia degli abitanti delle stazioni sia dei mercanti, i tentativi della Terra provocano l'effetto opposto, causando prima tensione, poi occasionali scontri armati, e infine aperta rivolta da parte dei coloni. L'Anonima Terra risponde con la costruzione di una flotta di cinquanta astronavi militari (la "Flotta dell'Anonima"), al comando di Conrad Mazian, che viene inviata a ristabilire il controllo sulle colonie.
Nel 2300 un gruppo di stazioni forma un nuovo stato, la Confederazione, che si dichiara indipendente: questo provoca lo scoppio della guerra. La Confederazione, con capitale sul pianeta Cyteen (anch'esso abitabile), incrementa la sua popolazione e le sue forze armate producendo azi, cloni umani geneticamente alterati e psicologicamente condizionati, pratica che la Terra considera ripugnante.
La "guerra dell'Anonima" vede feroci combattimenti tra le forze della Confederazione e la flotta di Mazian. Le stazioni più vicine alla Terra, turbate dall'esistenza degli azi e dagli altri sviluppi nella Confederazione, restano fedeli al pianeta madre; parecchie tra loro vengono distrutte da attacchi confederati. Poiché i rifornimenti dalla Terra sono irregolari e inadeguati, la Flotta è costretta a requisire attrezzature e a ricorrere ad arruolamenti forzati a danno dei mercanti, che divengono quindi sempre più ostili. Senza nuove navi per rimpiazzare quelle perdute nei combattimenti, la Flotta gradualmente si avvia verso la sconfitta, in quella che è divenuta una guerra di logoramento.
Presi in mezzo sono i mercanti e la stazione di Pell, il principale punto di transito tra la Terra e lo spazio della Confederazione. Il conflitto giunge al punto decisivo a Pell tra il 2352 e il 2353, come descritto nel romanzo La lega dei mondi ribelli. Dovendo affrontare una situazione sempre più pericolosa, molte tra le famiglie dei mercanti decidono infine di allearsi e fondano la Lega dei mercanti, creando così una terza potenza neutrale, mentre una missione diplomatica giunge dalla Terra per negoziare la pace.
Mazian rifiuta di accettare la pace e la Flotta continua a combattere, ora al servizio delle ambizioni del suo comandante, che progetta di attaccare la Terra stessa. Signy Mallory, una dei comandanti della Flotta, la abbandona disgustata e mette la sua nave al servizio della Lega; le poche altre rimaste restano fedeli a Mazian, e, ormai prive di ogni appoggio, sono costrette a darsi alla pirateria.
Con la Flotta ormai abbandonata dalla Terra, la Confederazione vede la possibilità di sbarazzarsi del suo nemico una volta per tutte. Ma poiché essa non osa indebolire le sue forze per proteggersi dal nuovo stato, la Lega riesce a far accettare alle parti un trattato di pace, con cui ottiene Pell. Il trattato inoltre assegna alla Lega il monopolio del commercio interstellare, anche all'interno della Confederazione, dandole così il potere di impedire il funzionamento delle stazioni semplicemente sospendendo il commercio.
Dopo la fine della guerra, la Terra tenta di espandersi in direzione opposta a quella in si trovano la Lega e la Confederazione, ma il tentativo non ha successo, poiché le navi terrestri giungono in una regione di spazio già occupata da un gruppo di sette specie i cui rapporti sono regolati da un accordo detto il "Patto". L'intrusione terrestre minaccia di alterare i delicati equilibri all'interno del Patto e provoca una serie di intricate lotte, descritte nei romanzi del ciclo di Chanur. In seguito a quest'insuccesso, la Terra tenta di rinsaldare i rapporti con la Confederazione, scambiando informazioni e materiale genetico terrestri con tecnologie.
Con l'affievolirsi del pericolo rappresentato dalla Flotta, una nuova rivalità si sviluppa tra la Lega e la Confederazione. Quest'ultima mal sopporta le restrizioni imposte dal trattato di pace, mentre la Lega teme di essere sopraffatta dalla Confederazione, molto più popolosa e in rapida crescita. Le tensioni salgono ulteriormente quando si scopre che Gehenna, un raro pianeta abitabile nel territorio della Lega, è stato colonizzato da una missione militare segreta, deliberatamente abbandonatavi dalla Confederazione per impedire alla Lega di prendere possesso di una risorsa così preziosa (quest'episodio è descritto ne I 40.000 di Gehenna).
Intanto nella Confederazione due fazioni politiche (gli "Espansionisti" e i "Centristi") lottano per deciderne il futuro. Tuttavia Ariane Emory, geniale scienziata e astuta politica, ha un programma segreto per il futuro della Confederazione. Il suo progetto sembra interrompersi quando viene assassinata nel 2404, ma un suo clone viene fatto nascere e allevato per fare in modo che il progetto continui (come narrato in Cyteen e Regenesis).
Gli eventi descritti nei primi due romanzi della serie, Heavy Time e Hellburner, avvengono poco dopo l'inizio della guerra. Ma gran parte delle altre opere si svolgono dopo la formazione sia della Confederazione sia della Lega; di qui il nome "universo della Lega e della Confederazione".

## Genere
Le opere ambientate nell'universo della Lega e della Confederazione si possono classificare nel sottogenere della space opera, oppure, specialmente per titoli come La lega dei mondi ribelli e Cyteen, in quello della fantascienza hard. I romanzi sulle guerre dell'Anonima e la trilogia del Sole Morente sono esempi di space opera militare. La serie Merovingen Nights si svolge su un solo pianeta ed è caratterizzata dalla presenza di eroi spacconi, furfanterie, duelli, e da un basso livello tecnologico, e quindi può essere classificata come science fantasy; rientra in questo sottogenere anche il ciclo di Morgaine, che è ambientato in luoghi e tempi lontani da quelli delle opere sulle vicende della Lega e della Confederazione. Il romanzo Voyager in Night contiene anche elementi tipici della letteratura horror.

## Titoli e ordine di lettura
Cherryh ha affermato che, con due eccezioni, i libri ambientati nell'universo della Lega e della Confederazione possono essere letti in qualunque ordine, "proprio come per la storia reale". Le eccezioni sono le coppie Heavy Time-Hellburner e Cyteen-Regenesis, per ciascuna delle quali si dovrebbe rispettare l'ordine indicato. Dovrebbero essere letti in ordine anche i tre romanzi del Sole Morente, e quelli dei cicli di Chanur e Morgaine. La serie Merovingen Nights ha inizio con il romanzo Angel with the sword e prosegue con le sette antologie di racconti, numerate da 1 a 7.

### Le guerre dell'Anonima
- Heavy Time (1991)
- Hellburner (1992)
- Downbelow Station (1981; trad. it.: La lega dei mondi ribelli (1982, 1988) – premio Hugo 1982, candidato al premio Locus, 1982[2]
- Merchanter's Luck (1982)
- Rimrunners (1989) – candidato al premio Locus 1990[3]
- Tripoint (1994)
- Finity's End (1997) - candidato al premio Locus 1998[4]

### L'era della riconciliazione
- Serpent's Reach (1980; trad. it: La costellazione del serpente, 1993)
- Forty Thousand in Gehenna (1983; trad. it.: I 40.000 di Gehenna, 1992)
- Cyteen (1988; trad. it.: Cyteen, 1990) – premi Hugo e Locus 1989[5]
- Regenesis (2009)

### La serie di Chanur
I romanzi di questa serie sono ambientati, rispetto alla Terra, nella direzione opposta a quella della Lega e della Confederazione.
- The Pride of Chanur (1981; trad. it.: L'orgoglio di Chanur, 1985) – candidato ai premi Hugo e Locus 1983[6]
- Chanur's Venture (1984; trad. it.: La sfida di Chanur, 1993) - candidato al premio Locus 1985[7]
- The Kif Strike Back (1985; trad. it.: La vendetta di Chanur, 1993)
- Chanur's Homecoming (1986; trad. it.: Il ritorno di Chanur, 1994)
- Chanur's Legacy (1992; trad. it.: L'eredità di Chanur, 1995)

### Le guerre Mri
- The Faded Sun: Kesrith (1978) - candidato ai premi Hugo e Locus 1979[8]
- The Faded Sun: Shon'Jir (1978)
- The Faded Sun: Kutath (1979)
  - The Faded Sun Trilogy (edizione in volume unico, GB 1987, USA 2000; trad. it.: I mondi del sole morente, 1991)

### Merovingen Nights
- Angel with the Sword (1985)
- Antologie (con contributi di altri autori):
- Festival Moon (1987) - Merovingen Nights n.1
- Fever Season (1987) - Merovingen Nights n.2
- Troubled Waters (1988) - Merovingen Nights n.3
- Smuggler's Gold (1988) - Merovingen Nights n.4
- Divine Right (1989) - Merovingen Nights n.5
- Flood Tide (1990) - Merovingen Nights n.6
- Endgame (1991) - Merovingen Nights n.7

### L'era dell'esplorazione
- Port Eternity (1982)
- Voyager in Night (1984) – candidato al premio Philip K. Dick Award 1984[9]
- Cuckoo's Egg (1985; trad. it.: Stirpe di alieno, 1987) - candidato al premio Hugo 1986[10]

### La rivolta di Hanan
- Brothers of Earth (1976)
- Hunter of Worlds (1977; trad. it.: I signori delle stelle, 1978)

### Il ciclo di Morgaine
- Gate of Ivrel (1976; trad. it.: La porta di Ivrel, 1978)
- Well of Shiuan (1978; trad. it.: Il pozzo di Shiuan, 1981)
- Fires of Azeroth (1979; trad. it.: I fuochi di Azeroth, 1985)
  - i tre titoli precedenti sono stati pubblicati in unico volume come La saga di Morgaine: la regina bianca (1991)
- Exile's Gate (1988)

### Altri
- Wave Without a Shore (1981; trad. it.: Il popolo ombra, 1986)
- The Scapegoat (1985)

## Personaggi principali
- Damon Konstantin, dirigente della stazione di Pell e leader ex-officio della Lega dei Mercanti; marito di Elene Quen (La lega dei mondi ribelli)
- Elene Quen, cofondatrice della Lega dei Mercanti; ultima superstite della rispettata famiglia di mercanti Quen, vittime della guerra dell'Anonima (La lega dei mondi ribelli)
- Conrad Mazian, brillante comandante della flotta dell'Anonima Terra (La lega dei mondi ribelli)
- Signy Mallory, capitana della nave militare Norway; abbandona la flotta dell'Anonima quando Mazian si rivolta contro la Terra; la sua nave (insieme al mercantile armato Finity's End) forma il nucleo delle forze della neonata Lega dei Mercanti (La lega dei mondi ribelli, Merchanter's Luck)
- James Robert Neihart, capitano della Finity's End e negoziatore della Lega dei Mercanti (Finity's End)
- Ariane Emory, brillante scienziata e politica della Confederazione, amministratrice della città-stato di Reseune che è un importante centro di ricerca e principale produttore di azi (Cyteen)
- Ariane Emory junior, clone di Ariane Emory, fatta nascere dopo l'assassinio della sua progenitrice (Cyteen, Regenesis)
- Pyanfar Chanur, capitana Hani dell'astronave mercantile Orgoglio di Chanur; in seguito leader del "Patto", una associazione di diverse specie che respinge gli umani per timore che essi alterino il delicato equilibrio di potere al suo interno (serie di Chanur)
- Sten Duncan, soldato delle forze speciali della Lega; umano che si unisce agli mri, assorbe la loro cultura, e fa da mediatore tra mri e umani (I mondi del sole morente)
- Kurt Morgan, unico sopravvissuto della nave della Lega Endymion, prende parte alla rivolta di Hanan e alle guerre della razza Nemet (Brothers of Earth)
- Raen a Sul hant Meth-maren, solo sopravvissuto e capo della setta Sul della casa Meth-Maren della compagnia Kontrin; mediatore umano con gli alieni Majat (La costellazione del serpente)
- Thorn, membro della gilda Hatani; umano allevato dagli Shonunin come loro ambasciatore presso gli umani (Stirpe di alieno)

## Specie aliene senzienti
Nell'universo della Lega e della Confederazione sono presenti molte specie aliene senzienti dotate di culture ben sviluppate. Le principali sono elencate nella tabella che segue.
| Specie      | Sistema d'origine         | Pianeta d'origine                                    | Appare in                               | Note |
| ----------- | ------------------------- | ---------------------------------------------------- | --------------------------------------- | --- |
| Amaut       |                           | Kesuat                                               | I signori delle stelle                  | Umanoidi tarchiati e laboriosi, inclini alla vita sotterranea, organizzati in clan; scarso rispetto per altre razze concorrenti nell'utilizzo di risorse preziose |
| Ahnit       |                           |                                                      | Il popolo ombra                         | |
| Caliban     |                           | Gehenna                                              | I 40,000 di Gehenna                     | Simili a grandi rettili di incerta intelligenza; alcuni sviluppano stretti legami con i discendenti di una spedizione della Confederazione abbandonata sul pianeta |
| Chi         |                           | Chchchoh                                             | Serie di Chanur                         | Esseri simili ad artropodi, gialli, frenetici; respirano metano; legati ai T'ca |
| Elee        | Na'i'in                   | Kutath                                               | I mondi del sole morente                | Umanoidi, dotati di un forte temperamento artistico, forse imparentati con gli mri |
| Hani        | Ahr                       | Anuurn (Ahr II)                                      | Serie di Chanur                         | Felini bipedi, molto somiglianti a leoni; società matriarcale. Solo le femmine viaggiano nello spazio (come mercanti); i maschi sono considerati troppo instabili, almeno finché Pyanfar Chanur cambia le regole |
| Hisa        | Stella di Pell (Tau Ceti) | Pell (noto anche come Porta dell'Infinito)           | La lega dei mondi ribelli, Finity's End | Mammiferi bipedi dalla pelliccia marrone, miti e pacifici, tecnologicamente primitivi |
| Iduve       | Kej                       | Kej IV                                               | I signori delle stelle                  | Umanoidi dalla pelle viola, pericolosi predatori, dotati di poteri psichici. Ciascun clan viaggia in una enorme astronave potentemente armata; terrorizzano le altre specie con il loro comportamento a volte incomprensibile. Tecnologicamente molto avanzati. Si procurano servi tra altre specie, in particolare tra gli amaut e i kallia |
| Kallia      |                           | Aus Qao                                              | I signori delle stelle                  | Umanoidi alti e slanciati dalla pelle azzurra e capelli candidi, avversi al conflitto e alla violenza |
| Kif         | Akkt                      | Akkht                                                | Serie di Chanur                         | Carnivori bipedi dal lungo muso; estremamente competitivi; pronti a mettersi al servizio di chiunque sia al potere, nelle loro frequenti, e spesso letali, lotte di potere |
| Knnn        | Ignoto                    | Ignoto                                               | Serie di Chanur                         | Esseri a più gambe, respirano metano, avidi raccoglitori di oggetti. Possiedono (insieme ai Tc'a) la più avanzata tecnologia per viaggi interstellari tra le specie del Patto |
| Majat       | Alpha Hydri               | Cerdin (Alpha Hydri II o III, a seconda della fonte) | La costellazione del serpente           | Insettoidi con menti comuni a un gran numero di individui; l'intera specie comprende soltanto quattro menti, che i Meth-maren distinguono con colori (blu, verde, rosso, oro) |
| Mahendo'sat |                           | Iji                                                  | Serie di Chanur                         | Mammiferi con forte propensione per la politica, dunque poco affidabili; hanno fatto conoscere i viaggi nello spazio agli Hani |
| Mri         | Na'i'in                   | Kutath                                               | I mondi del sole morente                | Umanoidi slanciati dalla pelle giallo oro; militaristici, mercenari, società divisa in tre caste, tribù guidate da matriarche |
| Nemet       |                           |                                                      | Brothers of Earth                       | Umanoidi, società basata sull'onore; presentano somiglianze con gli Atevi, Mri, e Shonunin |
| Regul       | Mab                       | Nurag                                                | I mondi del sole morente                | Xenofobi; le forme giovanili e adulte sono assai diverse, i giovani sono asessuati e servono gli adulti, che sono molto più pesanti e quasi immobili; memoria eidetica; riluttanti ad esercitare direttamente violenza, si servono per questo di altre specie                                                                                |
| Stsho       |                           | Llyene                                               | Serie di Chanur                         | Ermafroditi, trisessuati, fisicamente ed emozionalmente fragili, non aggressivi, astuti e inclini al commercio |
| Sharrh      |                           |                                                      | Merovingen Nights                       | Avanzati, aggressivi, territoriali |
| Shonunin    |                           |                                                      | Stirpe di alieno                        | Mammiferi bipedi, meno tecnologicamente avanzati degli umani |
| Tc'a        |                           | Oh'a'o'o'o                                           | Serie di Chanur                         | Simili a serpenti, respirano metano; dotati di cervelli divisi in molte parti; legati ai Chi, ma la natura della relazione non è chiara; tecnologicamente molto avanzati |

Altre razze aliene compaiono in Port Eternity e Voyager in Night. I libri di Morgaine sono costruiti intorno alle azioni di una razza umanoide chiamata Qual, Khal, e simili, e la stessa Morgaine è una mezzosangue degli "antenati del qual"; nel terzo libro della serie è presente una razza arborea chiamata Harim.

## Tecnologie
Oltre alle tecnologie impiegate per le attività minerarie sugli asteroidi, i viaggi spaziali a velocità sub-luce, e la costruzione di stazioni spaziali, ve ne sono altre caratteristiche dell'universo della Lega e della Confederazione:
- il balzo, sviluppato a partire dagli studi di fisica teorica di Estelle Bok alla stazione Cyteen nel 2230, che permette viaggi a velocità superiore a quella della luce. Quando un'astronave esegue un balzo, si trasferisce in uno spazio parallelo a quello ordinario, dove si sposta a velocità superiori a quella della luce, finché rientra nello spazio ordinario lungo una traiettoria diretta verso una massa di grandezza stellare. All'emersione dallo spazio parallelo, l'astronave possiede una elevata velocità relativa diretta verso la massa che è la destinazione del balzo, e il balzo è usato anche per ridurla. Balzi di lunghezza superiore ad alcuni anni-luce provocano la distruzione della nave; quindi i viaggi più lunghi consistono di più balzi, utilizzando stelle o altri oggetti di massa sufficiente abbastanza vicini tra loro ("punti di balzo"). Per i viaggiatori ciascun balzo sembra richiedere giorni o settimane, ma dal punto di vista degli abitanti dello spazio ordinario (che vivono su pianeti o stazioni) richiede settimane o mesi. Il balzo è un'esperienza assai spiacevole, fino al punto da minacciare seriamente la salute fisica e mentale di coloro che vi si sottopongono senza sedativi, esperienza che è tra le più temute dagli spaziali.
- il rejuv, un farmaco che allunga la vita umana, ricavato da alcune forme di vita del pianeta Cyteen a partire dal 2220 circa. Il rejuv conserva le capacità fisiche e mentali esistenti all'età in cui si comincia a utilizzarlo (di solito tra i 40 e i 50 anni) e porta la durata della vita fin verso i 140 anni; intorno a questa età il suo effetto viene meno, e le funzioni vitali si degradano nell'arco di qualche anno, fino alla morte. L'assunzione del rejuv non può essere interrotta senza provocare conseguenze fatali. Tra gli effetti collaterali vi sono la sterilità, una certa perdita di massa ossea e muscolare, l'incanutimento. L'incapacità dell'Anonima Terra di controllare il commercio clandestino di rejuv con la Confederazione è uno dei motivi scatenanti della guerra dell'Anonima.
- la clonazione umana, che viene perfezionata e ampiamente utilizzata nella Confederazione. I cloni sono sviluppati in uteri artificiali e raggiungono l'età adulta con gli stessi tempi dei normali esseri umani: devono quindi essere allevati ed educati fino alla maturità fisica e psicologica. Alcuni cloni sono prodotti per sostituire bambini morti in incidenti o come replicati di adulti che possono permettersi il costo dell'operazione. Ma nella grande maggioranza dei casi la clonazione è impiegata per produrre azi, lavoratori, tecnici o soldati geneticamente progettati e addestrati per lo svolgimento di una particolare attività. Gli azi sono privi di diritti civili, ma possono acquisirli. Il livello cognitivo di un determinato tipo genetico di azi è identificato da una lettera greca (alfa, beta, gamma, ecc.) simile a quello descritto nel romanzo Il mondo nuovo di Aldous Huxley.
- il condizionamento e la trasmissione di informazioni in via subliminale, o "nastro". I nastri sono utilizzati per vari scopi: intrattenimento, insegnamento (sia di abilità fisiche sia di concetti complessi), psicoterapia, indottrinamento sociale e politico. Le tecnologie usate non prevedono un interfacciamento diretto con il cervello, ma utilizzano stimoli visivi e uditivi e stimolazione elettrica dei muscoli (per fornire una componente cinestetica), il tutto applicato a un soggetto a cui è stata somministrata una droga per indurre uno stato di suggestionabilità. Gli azi usano molto i nastri per l'apprendimento rapido di capacità necessarie per il loro lavoro, e per acquisire uno stato psicologico artificiale che permetta loro di lavorare in modo efficiente e gratificante, e che li renda obbedienti ai loro superiori. Una tecnologia simile al nastro, l'adattamento, è usata per creare una struttura mentale "pulita" accompagnata da amnesia artificiale, ed è applicato a criminali, a persone con gravissimi problemi mentali, ma anche ad agenti segreti da infiltrare presso il nemico. La personalità dell'individuo "adattato" può poi essere ricostruita a piacere mediante nastri normali.
- la terraformazione. Questa tecnologia fu usata dalla Confederazione per rendere abitabili alcune regioni del pianeta Cyteen; l'ambiente di Cyteen e le sue forme di vita originarie sono infatti tossici per la vita terrestre, anche se preziose come fonte del rejuv. Inizialmente la terraformazione fu attuata velocemente e senza riguardo per le conseguenze sulla vita locale, ma in seguito il governo della Confederazione decise di interrompere il processo per timore che mettesse a rischio la produzione del rejuv. Nel periodo di distensione seguito alla guerra dell'Anonima e ai primi contatti tra la Terra e il Patto, la Confederazione fornisce tecnologie di terraformazione alla Terra, che le utilizza per riparare danni all'ambiente della Terra stessa e per rendere abitabili regioni del pianeta Marte.

## Società
Una tendenza generale dell'universo della Lega e della Confederazione è la divergenza dei modi di pensare tra gli abitanti dei pianeti, quelli delle stazioni spaziali e quelli che vivono sulle astronavi. Gli abitanti dei pianeti (i normali residenti della Terra e di Cyteen) sembrano avere atteggiamenti e preoccupazioni simili a quelli della gente dei paesi sviluppati del XXI secolo. Gli spaziali trovano strano che tra gli abitanti dei pianeti vi siano tanti conflitti per il territorio e le fonti di energia (che sono abbondanti nello spazio), e che essi siano così inclini agli sprechi e negligenti verso l'ambiente fisico (che nello spazio deve essere curato attentamente).
I residenti sulle stazioni spaziali tendono a proteggere attentamente il loro ambiente fisico, economico e sociale, poiché ogni cambiamento imprevisto potrebbe essere fatale all'intera popolazione. Ad esempio, in La lega dei mondi ribelli la stazione di Pell va incontro a problemi gravissimi quando deve improvvisamente accogliere un gran numero di profughi, a cui non è in grado di fornire alloggi e lavoro adeguati.
Gli equipaggi delle astronavi (gli "spaziali") hanno una visione del mondo molto insulare, originata dagli effetti di dilatazione del tempo prodotti dai viaggi interstellari (questa visione era ancora più accentuata prima dell'invenzione del balzo, quando i viaggi richiedevano anni). La tipica astronave mercantile è di proprietà di una famiglia allargata che ne costituisce l'equipaggio, che a volte si divide in due se la famiglia riesce a guadagnare abbastanza da acquistare un'altra nave. Le donne mercanti hanno spesso rapporti sessuali non protetti quando sono in porto, con l'obiettivo di restare incinte e di conservare una sufficiente varietà genetica nella propria famiglia. L'identità degli spaziali è così forte che molti di essi preferirebbero la morte per fame piuttosto che accettare una vita sedentaria su una stazione. Gli spaziali spesso ritengono di potersi rapportare soltanto con altri spaziali, poiché dal loro punto di vista gli abitanti delle stazioni e dei pianeti appaiono invecchiare e morire rapidamente.
Oltre a ciò, nella Confederazione c'è una divisione sociale e psicologica tra la normale popolazione dei cittadini ("CIT" o "uomini-nati") e gli azi. Questi ultimi sono trattati con una varietà di atteggiamenti che vanno dalla vera e propria schiavitù al cameratismo tra uguali; sotto molti aspetti gli azi sono trattati come bambini, poiché sono vulnerabili a stimoli che le loro psicologie artificiali non sono progettate per fronteggiare. L'opinione prevalente nella Confederazione è che gli azi sono necessari per mantenere la base tecnologica e industriale delle numerose colonie sparse nello spazio, mentre una minoranza disapprova l'esistenza degli azi e vorrebbe la cessazione della loro produzione. Gli azi, col tempo, possono diventare CIT e avere figli, a cui trasmettono i loro valori fondamentali. Così la posizione della maggioranza tende a rafforzarsi, e la minoranza "abolizionista" tende a divenire sempre più marginale. Questo processo è il risultato di un programma ingegneria sociale elaborato segretamente da Reseune, la città-laboratorio su Cyteen che è il centro della ricerca e degli sviluppi sulla clonazione umana.

## Canzoni
C.J. Cherryh ha scritto una serie di canzoni ispirate a personaggi ed episodi dell'universo della Lega e della Confederazione. Le canzoni furono registrate dalla musicista filk Leslie Fish e da altri e pubblicate nel 1985 in un album intitolato Finity's End.